# Orinia torpida
Orinia torpida är en korallart som först beskrevs av Duchassaing och Giovanni Michelotti 1860.  Orinia torpida ingår i släktet Orinia och familjen Discosomatidae. Inga underarter finns listade i Catalogue of Life.